# Uspienka (obwód kurgański)
Uspienka (ros. Успенка) – wieś (dieriewnia) w Rosji, w obwodzie kurgańskim, w rejonie połowińskim. W 2010 liczyła 97 mieszkańców.